# 31. Flak-Division
A 31. Flak-Division (em português: Trigésima-primeira Divisão Antiaérea) foi uma divisão de defesa antiaérea da Luftwaffe durante a Alemanha Nazi, que prestou serviço na Segunda Guerra Mundial. Foi formada a partir da 2. Flak-Brigade.

## Comandantes
- Herbert Giese, (1 de Janeiro de 1945 - 20 de Abril de 1945)[1]
- Herbert Röhler, (20 de Abril de 1945 - 1 de Maio de 1945)[1]